# Mali Orehek
Mali Orehek je naselje u slovenskoj Općini Novom Mestu. Mali Orehek se nalazi u pokrajini Dolenjskoj i statističkoj regiji Jugoistočnoj Sloveniji. 

## Stanovništvo
Prema popisu stanovništva iz 2002. godine naselje je imalo 38 stanovnika.